# IIFA Award/Beste Regie
Die Gewinner des IIFA Best Director Award waren:
| Jahr | Regisseur               | Film                     | Deutscher Titel                             |
| ---- | ----------------------- | ------------------------ | ------------------------------------------- |
| 2000 | Sanjay Leela Bhansali   | Hum Dil De Chuke Sanam   | Ich gab Dir mein Herz, Geliebter            |
| 2001 | Rakesh Roshan           | Kaho Naa... Pyaar Hai    | Liebe aus heiterem Himmel                   |
| 2002 | Ashutosh Gowarikar      | Lagaan                   | Lagaan – Es war einmal in Indien            |
| 2003 | Sanjay Leela Bhansali   | Devdas                   | Devdas – Flamme unserer Liebe               |
| 2004 | Rakesh Roshan           | Koi... Mil Gaya          | Sternenkind – Koi Mil Gaya                  |
| 2005 | Yash Chopra             | Veer-Zaara               | Veer und Zaara – Die Legende einer Liebe    |
| 2006 | Sanjay Leela Bhansali   | Black                    | —                                           |
| 2007 | Rajkumar Hirani         | Lage Raho Munna Bhai     | —                                           |
| 2008 | Shimit Amin             | Chak De India            | Chak De! India – Ein unschlagbares Team     |
| 2009 | Ashutosh Gowariker      | Jodhaa Akbar             | Jodhaa Akbar                                |
| 2010 | Rajkumar Hirani         | 3 Idiots                 | 3 Idiots                                    |
| 2011 | Karan Johar             | My Name Is Khan          | My Name Is Khan                             |
| 2012 | Zoya Akhtar             | Zindagi Na Milegi Dobara | Man lebt nur einmal                         |
| 2013 | Anurag Basu             | Barfi!                   | —                                           |
| 2014 | Rakeysh Omprakash Mehra | Bhaag Milkha Bhaag       | —                                           |
| 2015 | Rajkumar Hirani         | PK                       | PK – Andere Sterne, Andere Sitten           |
| 2016 | Sanjay Leela Bhansali   | Bajirao Mastani          | Bajirao & Mastani – Eine unsterbliche Liebe |
| 2017 | Aniruddha Roy Chowdhury | Pink                     | —                                           |
| 2018 | Saket Chaudhary         | Hindi Medium             | —                                           |
| 2019 | Sriram Raghavan         | Andhadhun                | —                                           |